# Micrixalus spelunca
Micrixalus spelunca es una especie de anfibio anuro de la familia Micrixalidae.

## Distribución geográfica
Esta especie es endémica de Tamil Nadu en la India. Se encuentra en Coonoor en el distrito de Nilgiris en los Ghats Occidentales.

## Descripción
El holotipo masculino mide 17,2 mm.

## Etimología
El epíteto específico spelunca proviene del latín spēlunca, la cueva, en referencia al hábitat de esta especie presente en cuevas húmedas.

## Publicación original
- Biju, Garg, Gururaja, Shouche & Walujkar, 2014 : DNA barcoding reveals unprecedented diversity in Dancing Frogs of India (Micrixalidae, Micrixalus): a taxonomic revision with description of 14 new species. Ceylon Journal of Science, Biological Sciences, vol. 43, n.º 1, p. 1－87[4]